# Brand (Oberpfalz)

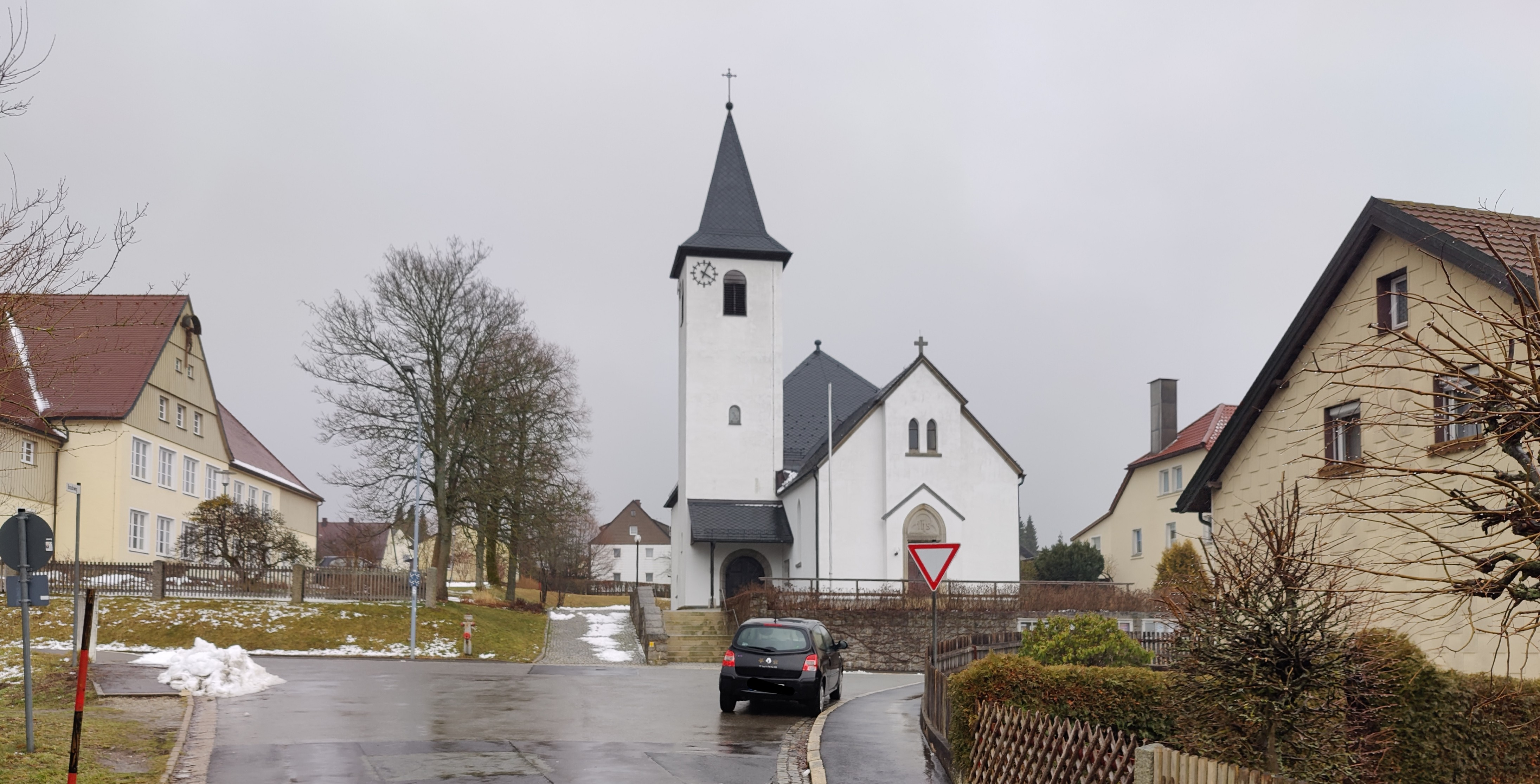
Dorf mit Pfarrkirche Herz Jesu (2023)

Brand ([bʁant] ) ist eine Gemeinde im Oberpfälzer Landkreis Tirschenreuth. Die Gemeinde ist Mitglied der Verwaltungsgemeinschaft Neusorg. Der Ort ist ein anerkannter Erholungsort. Durchs Gemeindegebiet ziehen die Fichtelnaab und ihr Zufluss Gregnitz.

## Gemeindegliederung
Es gibt sieben Gemeindeteile (in Klammern ist der Siedlungstyp angegeben):
- Bernlohe (Siedlung)
- Brand (Pfarrdorf)
- Fuhrmannsreuth (Dorf)
- Grünberg (Weiler)
- Grünlasmühle (Einöde)
- Neubrand (Siedlung)
- Oberölbühl (Siedlung)

Es gibt die Gemarkungen Brand und Lenau (nur Gemarkungsteil 2).

## Geschichte
Um 1180 wurde Brand erstmals urkundlich erwähnt. Im Zuge der Verwaltungsreformen in Bayern entstand mit dem Gemeindeedikt von 1818 die heutige Gemeinde.

### Gebietsveränderungen
1987 betrug die Gemeindefläche 9,87 km². Zum 1. Januar 2017 wuchs die Gemeindefläche um 0,80 km², eine 763.998 m² große Teilfläche des aufgelösten gemeindefreien Gebiets Lenauer Forst wurde eingegliedert und gleichzeitig wurden 37.430 m² aus der Gemeinde Kulmain in die Gemeinde Brand umgegliedert.

### Einwohnerentwicklung
Zwischen 1988 und 2018 sank die Einwohnerzahl von 1254 auf 1132 um 122 bzw. um 9,7 %.

## Politik

### Gemeinderat
Die Kommunalwahl vom 15. März 2020 führte zu folgender Sitzverteilung im Gemeinderat::
- CSU: 7 Sitze
- FWG (Freie Wähler Gemeinschaft Brand): 5 Sitze

Hinzu kommt der getrennt gewählte Erste Bürgermeister, derzeit Bernhard Schindler (CSU), als Vorsitzender des Gemeinderates.

### Wappen
| | Blasonierung: „In Blau gekreuzt ein brennender silberner Ast und ein silbernes Rodungsbeil mit goldenem Blatt.“ |
| Wappenbegründung: Der brennende Ast redet für den Gemeindenamen Brand, das Rodungsbeil für den Gemeindeteil Fuhrmannsreuth, der sich als Reut-Siedlung ebenso wie Brand als Rodungsort ausweist. Die einst dichten Wälder auf dem Nordgau wurden gerodet, die Baumstöcke ausgebrannt, um die Voraussetzungen für die Besiedlung zu schaffen. Brand und Fuhrmannsreuth werden um 1200 bzw. 1280 in Verbindung mit dem Kloster Reichenbach erstmals genannt. Die Tingierung in Weiß und Blau verweist auf die Zugehörigkeit zum wittelsbachischen Herrschaftsgebiet auf dem Nordgau. Die Gemeinde führt das Wappen seit 1950. | |

## Wirtschaft
Größter Arbeitgeber ist die Schiettinger-Gruppe, die Kartonagen aus Voll- und Wellpappe herstellt. Außerdem ist der Automobil-Veredeler Mansory hier ansässig.

## Persönlichkeiten
- Max Reger (1873–1916), Komponist, Ehrenbürger (verliehen 1913)
- Ado Bader, Unternehmer, Ehrenbürger (verliehen 2004)
- Karl Söllner, Altbürgermeister und Ehrenbürger (verliehen 2010)[9][10]

## Zum Gedenken an Max Reger

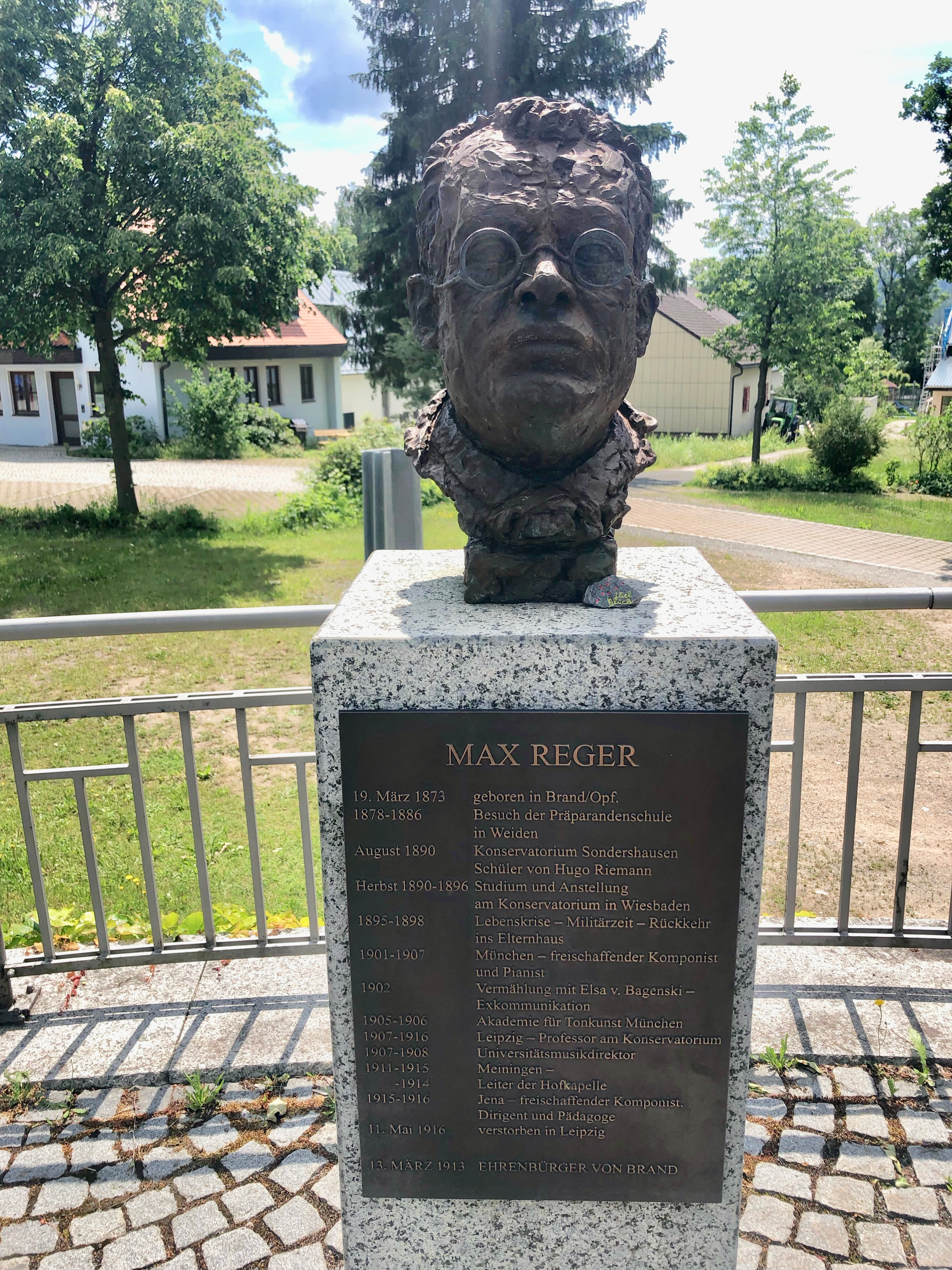
Reger, Gedenkstein und Park

- Das Max-Reger-Gedächtniszimmer im Rathaus erinnert an den Komponisten Max Reger. Es wurde am 25. März 1973 anlässlich seines 100. Geburtstags eröffnet. Gezeigt werden Partituren, Briefe und Fotografien des Musikers sowie Einrichtungsgegenstände aus dem Geburtshaus. Darüber hinaus sind Urkunden, Gedenkmünzen und Max Regers Totenmaske zu sehen.[11]

- Geburtshaus Regers: Gegenüber dem Rathaus
- Weimbs-Orgel der Pfarrkirche Herz Jesu: Eingeweiht 2015 soll sie besonders auch die Darstellung der Orgelwerke Regers ermöglichen.[12][13]
- Max-Reger-Statue: Vor dem Geburtshaus
- Max-Reger-Park: Neben dem Rathaus, dort sind auch der
- Max-Reger-Brunnen und der
- Max-Reger-Gedenkstein zu finden.
- Der Max-Reger-Wanderweg führt rund um Brand, durch Grünberg, Neubrand, Oberölbühl, Bernlohe und Fuhrmannsreuth.
- Der Max-Reger-Fels bei Fichtelberg (Oberfranken): Reger unternahm am 14. August 1901 eine „Ochsenkopfpartie“ und wurde auf dem genannten Felsen fotografiert. Am 14. August 2021 wurde dieser als Gedenkstätte eingeweiht. Er liegt an der Fortführung des "Naabquellenwegs" von Fichtelberg zur Fichtelnaabquelle.